# Lista de montanhas da Espanha

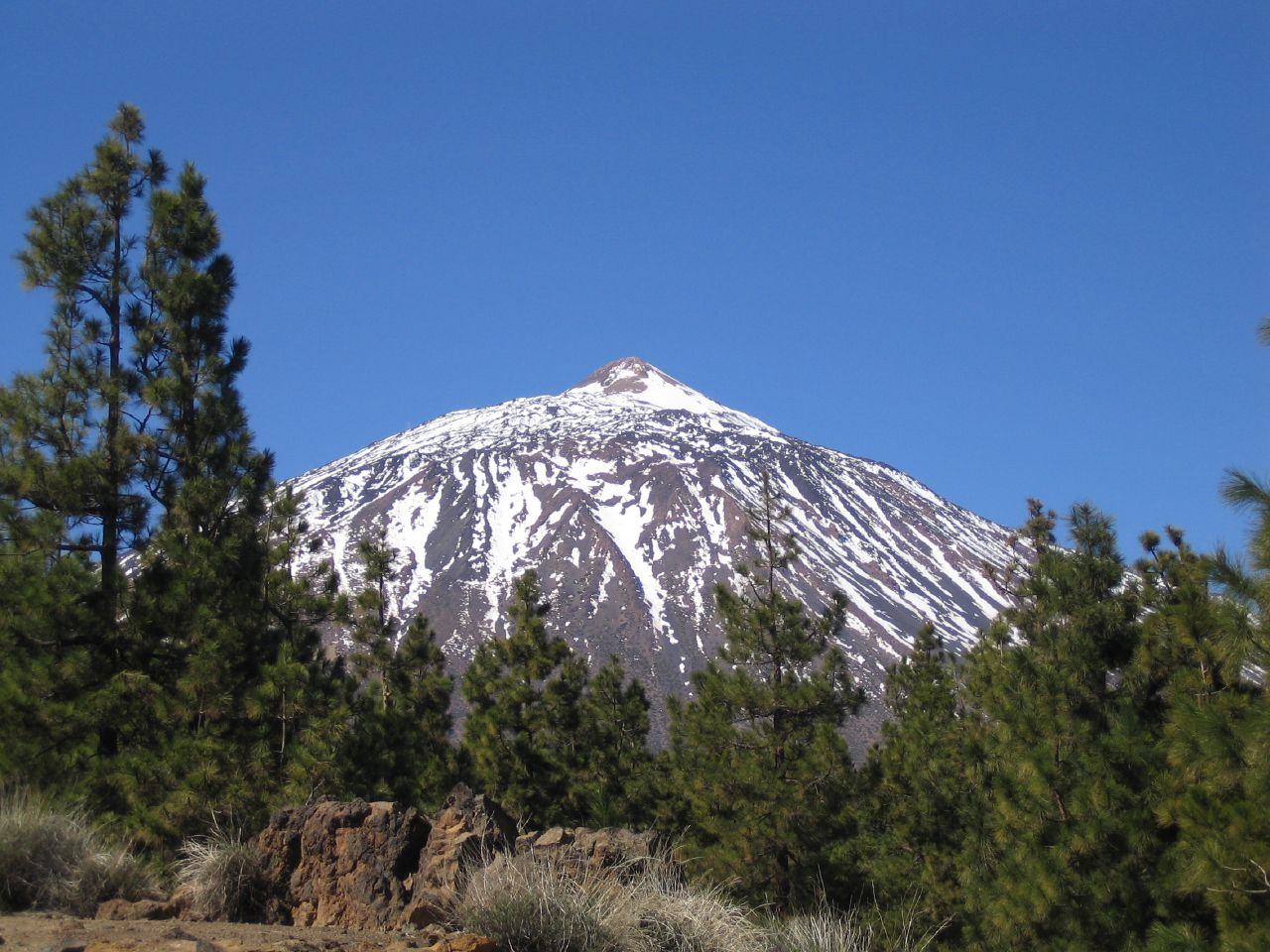
Teide, com 3718 m, é o pico mais alto da Espanha.

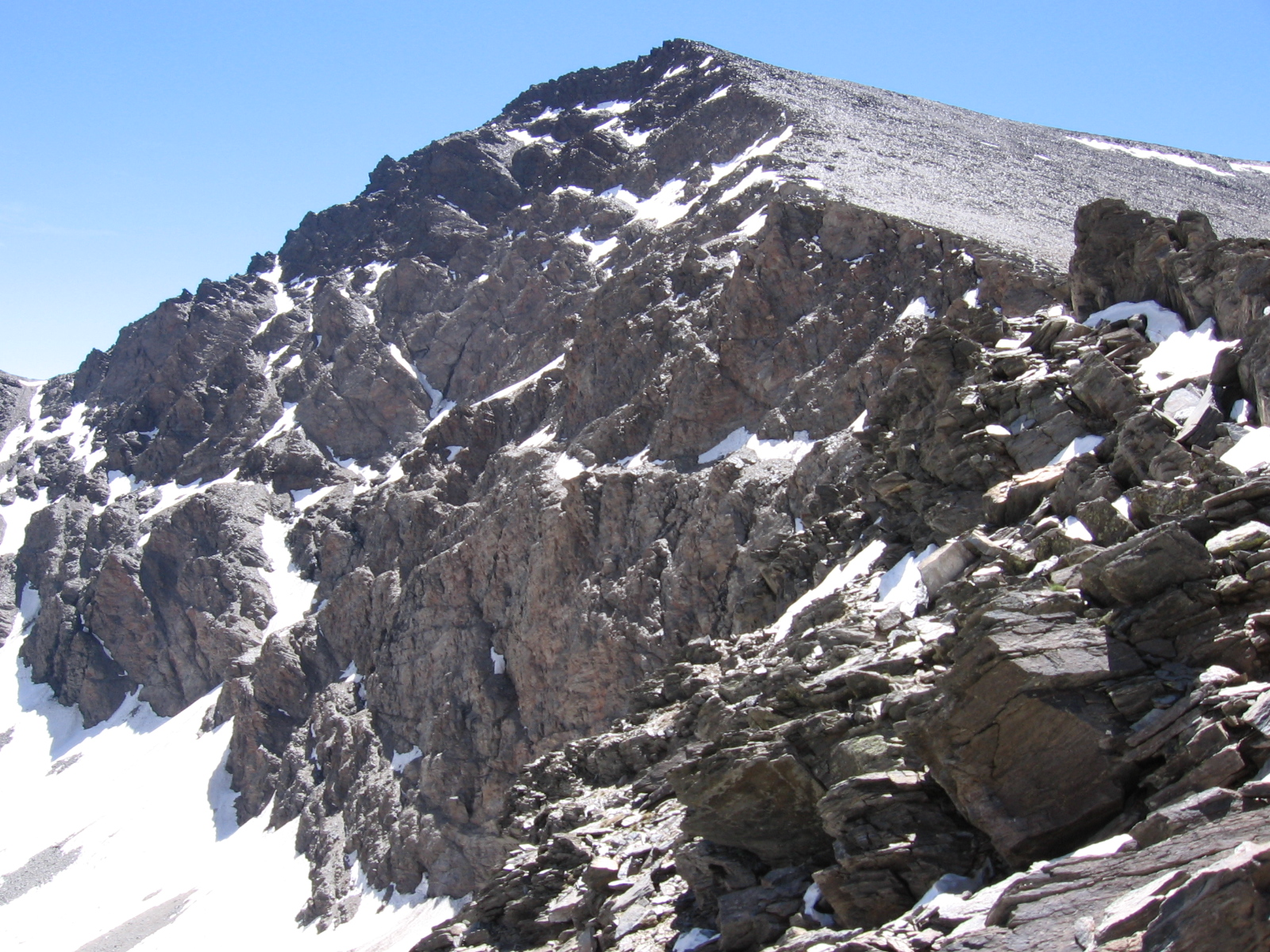
Mulhacén, com 3478,6 m é a montanha mais alta da Península Ibérica.

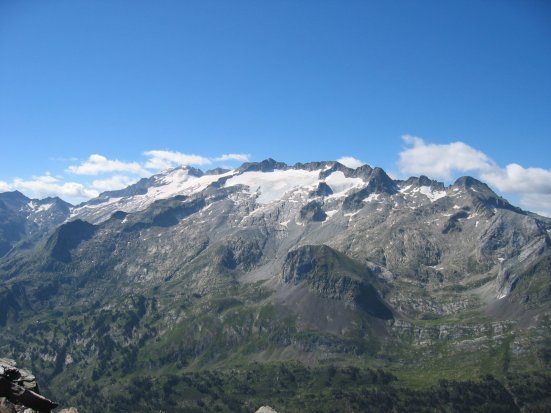
Pico Aneto, 3404 m, o mais alto dos Pirenéus.

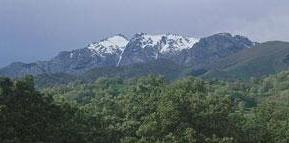
Pico de Almançor, at 2592 m é o mais alto da Sistema Central.

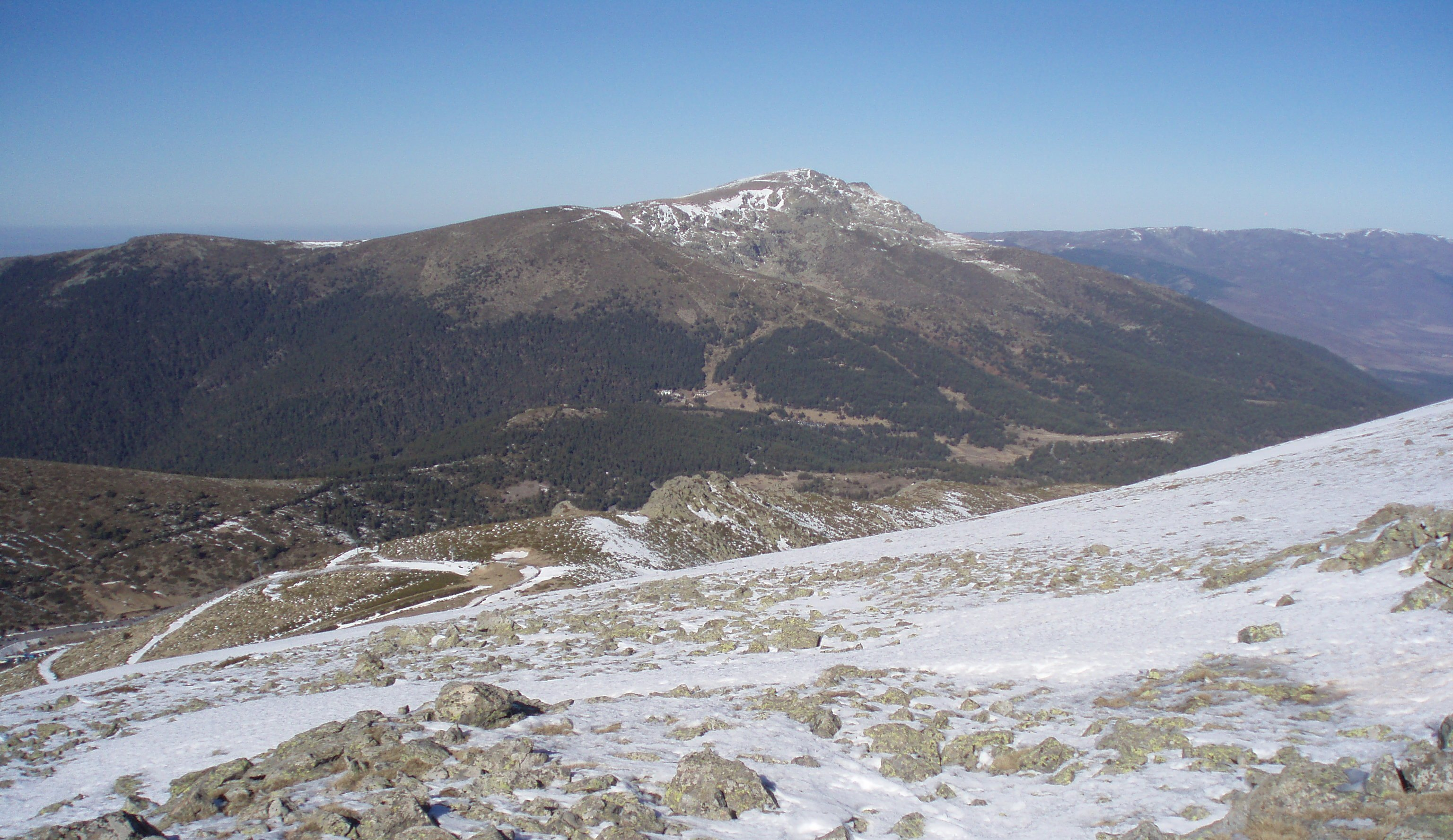
Pico de Peñalara, 2428 m, mais alto da Sierra de Guadarrama.

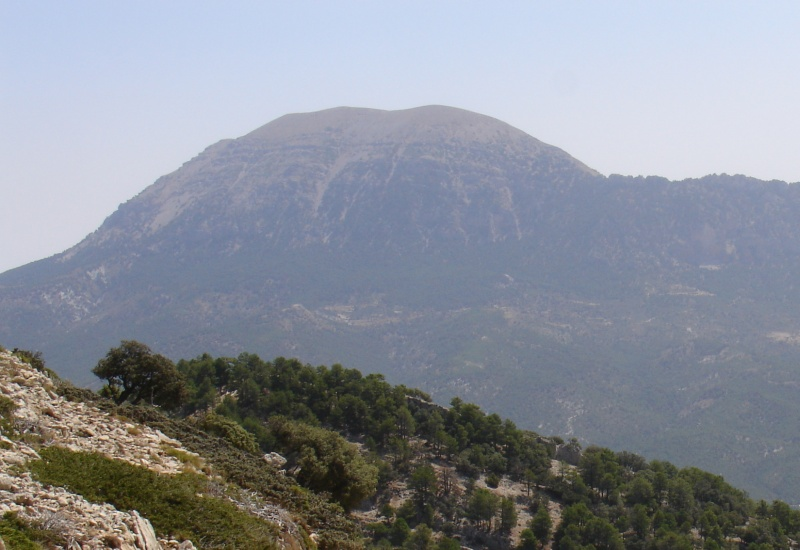
La Sagra, at 2383 m é a montanha mais alta do Sistema Pré-bético.

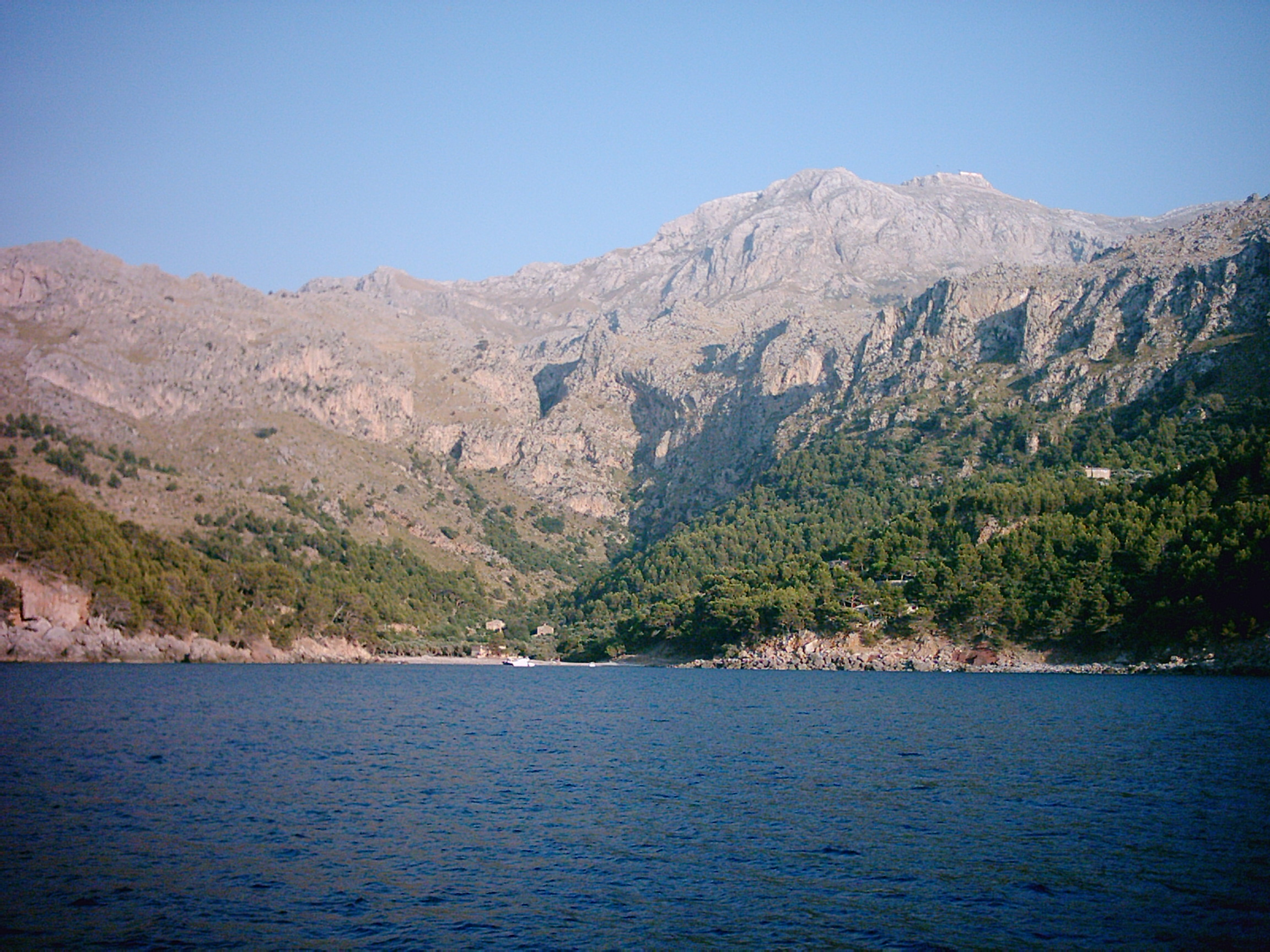
Puig Major, 1445 m, mais alto das Ilhas Baleares.

Esta é uma lista das montanhas mais altas da Espanha. Os valores de altitude são dados pelo Instituto Nacional de Estatística da Espanha.
Indica-se também, quando disponível, a proeminência topográfica.

## Sistemas montanhosos
Eis uma lista de sistemas montañosos da Espanha ordenadas por longitude, segundo dados do Instituto Nacional de Estatística.
| Nome                           | Comprimento total (km) | Altitude máxima (m)        |
| ------------------------------ | ---------------------- | -------------------------- |
| Maciço Galaico-Leonês          | 325                    | 1778 (Cabeza de Manzaneda) |
| Montes de Leão                 | 150                    | 2188 (Teleno)              |
| Cordilheira Cantábrica         | 450                    | 2648 (Torre Cerredo)       |
| Pirenéus                       | 440                    | 3404 (Aneto)               |
| Cordilheiras Costeiras Catalãs | 270                    | 1712 (Turó de l'Home)      |
| Sistema Ibérico                | 460                    | 2313 (Moncayo)             |
| Sistema Central                | 700                    | 2591 (Almançor)            |
| Montes de Toledo               | 350                    | 1601 (Las Villuercas)      |
| Sierra Morena                  | 600                    | 1323 (Bañuela)             |
| Cordilheira Subbética          | 620                    | 2382 (Sagra)               |
| Cordilheira Penibética         | 520                    | 3479 (Mulhacén)            |
| Ilhas Baleares                 | -                      | 1445 (Puig Major)          |
| Ilhas Canárias                 | -                      | 3718 (Teide)               |

## Por altitude
| Nome                                   | Cordilheira                                                                          | Altitude (m) | Proeminência (m) | Província                     |
| -------------------------------------- | ------------------------------------------------------------------------------------ | ------------ | ---------------- | ----------------------------- |
| Teide                                  | Ilhas Canárias (Tenerife)                                                            | 3718         | 3718             | Santa Cruz de Tenerife        |
| Mulhacén                               | Cordilheira Penibética (Sierra Nevada)                                               | 3479         | 3285             | Granada                       |
| Pico Aneto                             | Pirenéus (Macizo de la Maladeta) (es)                                                | 3404         | 2812             | Huesca                        |
| Veleta                                 | Cordilheira Penibética (Sierra Nevada)                                               | 3398         | 315              | Granada                       |
| Posets ou Llardana                     | Pirenéus (Macizo de Posets)                                                          | 3375         | 1142             | Huesca                        |
| Alcazaba                               | Cordilheira Penibética (Sierra Nevada)                                               | 3371         | 176              | Granada                       |
| Monte Perdido                          | Pirenéus (Macizo del Monte Perdido)                                                  | 3355         | 973              | Huesca                        |
| Pico Maldito (es)                      | Pirenéus (Macizo de la Maladeta)                                                     | 3350         | 20               | Huesca                        |
| Pico Espadas                           | Pirenéus (Macizo de Posets)                                                          | 3332         | 107              | Huesca                        |
| Cilindro ou Cilindro de Marboré (es)   | Pirenéus (Macizo del Monte Perdido)                                                  | 3328         | 251              | Huesca                        |
| Cerro de los Machos                    | Cordilheira Penibética, Sierra Nevada                                                | 3327         |                  | Granada                       |
| Pico del Salón                         | Cordilheira Penibética, Sierra Nevada                                                | 3325         |                  | Granada                       |
| Pico del Campanario                    | Cordilheira Penibética, Sierra Nevada                                                | 3318         |                  | Granada                       |
| Pico Maladeta                          | Pirenéus (Macizo de la Maladeta)                                                     | 3308         | 210              | Huesca                        |
| Pico del Zacatín                       | Cordilheira Penibética, Sierra Nevada                                                | 3307         |                  | Granada                       |
| Viñamala                               | Pirenéus (Macizo de Viñamala)                                                        | 3298         | 1029             | Huesca                        |
| Pico Tempestades                       | Pirenéus (Macizo de la Maladeta)                                                     | 3290         | 88               | Huesca                        |
| Soum de Ramond ou Pico Añisclo         | Pirenéus (Macizo del Monte Perdido)                                                  | 3290         | 88               | Huesca                        |
| Pico Marboré                           | Pirenéus (Macizo del Monte Perdido)                                                  | 3259         |                  | Huesca                        |
| Puntal de la Caldera (es)              | Cordilheira Penibética Sierra Nevada                                                 | 3226         |                  | Granada                       |
| Pico Perdiguero                        | Pirenéus                                                                             | 3221         | 638              | Huesca                        |
| Pico Russell                           | Pirenéus (Macizo de la Maladeta)                                                     | 3205         |                  | Huesca                        |
| Loma Pelada (es)                       | Cordilheira Penibética, Sierra Nevada                                                | 3185         |                  | Granada                       |
| Horcajo de Trevélez                    | Cordilheira Penibética Sierra Nevada                                                 | 3182         |                  | Granada                       |
| Pico del Cuervo                        | Cordilheira Penibética Sierra Nevada                                                 | 3152         |                  | Granada                       |
| Puntal de Vacares                      | Cordilheira Penibética, Sierra Nevada                                                | 3149         |                  | Granada                       |
| Balaitus                               | Pirenéus (Macizo de Balaitus)                                                        | 3146         | 850              | Huesca                        |
| Pica d'Estats                          | Pirenéus (Macizo de la Pica d'Estats)                                                | 3143         | 1281             | Lérida                        |
| Pico Viejo                             | Ilhas Canárias (Tenerife)                                                            | 3135         |                  | Santa Cruz de Tenerife        |
| La Munia                               | Pirenéus                                                                             | 3134         | 683              | Huesca                        |
| Pico Verdaguer                         | Pirenéus (Macizo de la Pica d'Estats)                                                | 3129         |                  | Lérida                        |
| Punta Gabarró                          | Pirenéus (Macizo de la Pica d'Estats)                                                | 3105         |                  | Lérida                        |
| Picón de Jeres                         | Cordilheira Penibética, Sierra Nevada                                                | 3086         |                  | Granada                       |
| Puntal del Goterón                     | Cordilheira Penibética Sierra Nevada                                                 | 3075         |                  | Granada                       |
| Astazu                                 | Pirenéus (Monte Perdido)                                                             | 3071         |                  | Huesca                        |
| Argualas                               | Pirenéus (Macizo de Panticosa)                                                       | 3046         | 71               | Huesca                        |
| Aragüells                              | Pirenéus (Macizo de la Maladeta)                                                     | 3037         |                  | Huesca                        |
| Besiberri                              | Pirenéus (Macizo de Besiberri)                                                       | 3029         | 50               | Lérida                        |
| Pico del Caballo                       | Cordilheira Penibética, Sierra Nevada                                                | 3015         |                  | Granada                       |
| Robiñera                               | Pirenéus                                                                             | 3003         | 181              | Huesca                        |
| Cotiella                               | Pirenéus                                                                             | 2912         | 1182             | Huesca                        |
| Puigmal                                | Pirenéus                                                                             | 2910         | 1331             | Girona                        |
| Peña Collarada                         | Pirenéus                                                                             | 2883         | 803              | Huesca                        |
| Montaña Blanca                         | Ilhas Canárias (Tenerife)                                                            | 2750         |                  | Santa Cruz de Tenerife        |
| Alto de Guajara                        | Ilhas Canárias (Tenerife)                                                            | 2718         |                  | Santa Cruz de Tenerife        |
| Torre Cerredo                          | Cordilheira Cantábrica (Picos de Europa)                                             | 2650         | 1931             | Astúrias e Leão               |
| Vulturó                                | Sierra del Cadí (Pre-pirineo)                                                        | 2648         | 871              | Lérida                        |
| Aspe                                   | Pirenéus                                                                             | 2645         | 501              | Huesca                        |
| Torre del Llambrión                    | Cordilheira Cantábrica (Picos de Europa)                                             | 2642         | 302              | Leão                          |
| Torre del Tiro Tirso                   | Cordilheira Cantábrica (Picos de Europa)                                             | 2641         |                  | Leão                          |
| Torre sin Nombre                       | Cordilheira Cantábrica (Picos de Europa)                                             | 2638         |                  | Astúrias                      |
| Torre Blanca                           | Cordilheira Cantábrica (Picos de Europa)                                             | 2619         | 30               | Cantábria e Leão              |
| Peña Vieja                             | Cordilheira Cantábrica (Picos de Europa)                                             | 2617         | 277              | Cantábria                     |
| Torre de la Palanca                    | Cordilheira Cantábrica (Picos de Europa)                                             | 2614         |                  | Leão                          |
| Chullo                                 | Cordilheira Penibética (Sierra Nevada)                                               | 2611         | 566              | Granada e Almeria             |
| Costa Cabirolera                       | Prepirineo catalán (Serra del Cadí)                                                  | 2605         |                  | Barcelona                     |
| Torre Santa                            | Cordilheira Cantábrica (Picos de Europa)                                             | 2598         | 1135             | Leão                          |
| Almançor                               | Sistema Central (Sierra de Gredos)                                                   | 2592         | 1690             | Ávila                         |
| Roque de la Grieta (es)                | Ilhas Canárias (Tenerife)                                                            | 2576         |                  | Santa Cruz de Tenerife        |
| Torre del Cadí                         | Pirenéus (Sierra del Cadí)                                                           | 2567         | 79               | Lérida                        |
| Pico La Galana                         | Sistema Central (Sierra de Gredos)                                                   | 2568         | 85               | Ávila                         |
| Peña Prieta                            | Fuentes Carrionas (Cordilheira Cantábrica)                                           | 2538         | 929              | Palência e Cantábria          |
| Montaña de Pasajirón                   | Ilhas Canárias (Tenerife)                                                            | 2527         |                  | Santa Cruz de Tenerife        |
| Curavacas                              | Fuentes Carrionas (Cordilheira Cantábrica)                                           | 2520         | 472              | Palência                      |
| Picu Urriellu ou Naranjo de Bulnes     | Cordilheira Cantábrica (Picos de Europa)                                             | 2519         | 205              | Astúrias                      |
| Montaña Rajada                         | Ilhas Canárias (Tenerife)                                                            | 2509         |                  | Santa Cruz de Tenerife        |
| Pedraforca                             | Pirenéus (Sierra del Cadí)                                                           | 2497         | 631              | Barcelona                     |
| Turbón                                 | Pirenéus (Ribagorza)                                                                 | 2492         | 1447             | Huesca                        |
| Espigüete                              | Fuentes Carrionas (Cordilheira Cantábrica)                                           | 2450         |                  | Palência e Leão               |
| Peñalara                               | Sistema Central (Sierra de Guadarrama)                                               | 2428         | 1113             | Madrid e Segóvia              |
| Canchal de la Ceja                     | Sistema Central (Sierra de Béjar)                                                    | 2428         |                  | Salamanca                     |
| Mesa de los Tres Reyes                 | Pirenéus                                                                             | 2428         | 392              | Navarra                       |
| Roque de los Muchachos                 | Ilhas Canárias (La Palma)                                                            | 2426         | 2426             | Santa Cruz de Tenerife        |
| Cabeza Nevada                          | Sistema Central (Sierra de Gredos)                                                   | 2426         | 97               | Ávila                         |
| Calvitero                              | Sistema Central (Sierra de Béjar)                                                    | 2425         | 76               | Salamanca                     |
| Peña Ubiña                             | Cordilheira Cantábrica (Macizo de Ubiña)                                             | 2417         |                  | Leão e Astúrias               |
| Picos del Fontán                       | Cordilheira Cantábrica (Macizo de Ubiña)                                             | 2414         |                  | Astúrias                      |
| Sombrero de Chasna                     | Ilhas Canárias (Tenerife)                                                            | 2411         |                  | Santa Cruz de Tenerife        |
| Abreu                                  | Ilhas Canárias (Tenerife)                                                            | 2402         |                  | Tenerife                      |
| La Covacha                             | Sistema Central (Sierra de Gredos)                                                   | 2399         | 387              | Ávila                         |
| Torre Bermeja                          | Cordilheira Cantábrica (Picos de Europa)                                             | 2393         |                  | Leão                          |
| Izaña                                  | Ilhas Canárias (Tenerife)                                                            | 2386         |                  | Santa Cruz de Tenerife        |
| La Sagra                               | Sistema Pré-bético                                                                   | 2383         | 1408             | Granada                       |
| Cabezas de Hierro                      | Sistema Central (Sierra de Guadarrama)                                               | 2381         | 551              | Madrid                        |
| Pico de las Cabras                     | Ilhas Canárias (Tenerife)                                                            | 2363         |                  | Santa Cruz de Tenerife        |
| La Mira                                | Sistema Central (Sierra de Gredos)                                                   | 2343         | 348              | Ávila                         |
| Montaña del Cerrillar                  | Ilhas Canárias (Tenerife)                                                            | 2342         |                  | Santa Cruz de Tenerife        |
| Pico Murcia                            | Fuentes Carrionas (Cordilheira Cantábrica)                                           | 2341         |                  | Leão e Palência               |
| Mesa del Obispo                        | Ilhas Canárias (Tenerife)                                                            | 2337         |                  | Santa Cruz de Tenerife        |
| Moncayo                                | Sistema Ibérico                                                                      | 2313         | 1298             | Sória e Saragoça              |
| Colmenas                               | Ilhas Canárias (Tenerife)                                                            | 2308         |                  | Tenerife                      |
| Serrota                                | Sistema Central (La Serrota)                                                         | 2294         | 722              | Ávila                         |
| Pico del Lobo                          | Sistema Central (Sierra de Ayllón)                                                   | 2273         | 826              | Guadalaxara e Segóvia         |
| Calar de Santa Bárbara                 | Cordilheira Penibética (Sierra de Baza)                                              | 2269         |                  | Granada                       |
| Montaña de Igueque                     | Ilhas Canárias (Tenerife)                                                            | 2267         |                  | Santa Cruz de Tenerife        |
| Montaña del Cedro                      | Ilhas Canárias (Tenerife)                                                            | 2265         |                  | Santa Cruz de Tenerife        |
| San Lorenzo                            | Sistema Ibérico (Sierra de la Demanda)                                               | 2262         | 1118             | La Rioja                      |
| Montaña de los Corrales                | Ilhas Canárias (Tenerife)                                                            | 2257         |                  | Santa Cruz de Tenerife        |
| Morrón de la Lagunilla                 | Cordilheira Penibética (Sierra de Gádor)                                             | 2249         | 1303             | Almeria                       |
| Morrón de Visorio                      | Cordilheira Penibética (Sierra de Gádor)                                             | 2246         |                  | Almeria                       |
| Roques de García                       | Ilhas Canárias (Tenerife)                                                            | 2245         |                  | Santa Cruz de Tenerife        |
| Montaña de la Negrita                  | Ilhas Canárias (Tenerife)                                                            | 2241         |                  | Santa Cruz de Tenerife        |
| Coriscao                               | Cordilheira Cantábrica                                                               | 2234         |                  | Cantábria e Leão              |
| Montaña Reventada                      | Ilhas Canárias (Tenerife)                                                            | 2230         |                  | Santa Cruz de Tenerife        |
| Urbión                                 | Sistema Ibérico (Sierra de Urbión)                                                   | 2228         | 987              | Sória                         |
| La Maliciosa                           | Sistema Central (Sierra de Guadarrama)                                               | 2227         | 153              | Madrid                        |
| Caramujo                               | Ilhas Canárias (Tenerife)                                                            | 2225         |                  | Santa Cruz de Tenerife        |
| Montaña de los Tomillos                | Ilhas Canárias (Tenerife)                                                            | 2222         |                  | Santa Cruz de Tenerife        |
| Cuchillón - El Pando                   | Cordilheira Cantábrica (Sierra de Híjar)                                             | 2222 - 2178  | 120              | Cantábria                     |
| El Nevero                              | Sistema Central (Sierra de Guadarrama)                                               | 2209         | 281              | Madrid e Segóvia              |
| La Pinareja                            | Sistema Central (Sierra de Guadarrama)                                               | 2197         | 401              | Segóvia                       |
| Peña Orniz                             | Cordilheira Cantábrica                                                               | 2194         |                  | Leão e Astúrias               |
| Peña Ubiña Pequeña                     | Cordilheira Cantábrica                                                               | 2193         |                  | Leão                          |
| Montaña del Roque                      | Ilhas Canárias (Tenerife)                                                            | 2192         |                  | Santa Cruz de Tenerife        |
| Cerro del Cabezo                       | Sistema Central (Sierra de Gredos)                                                   | 2190         |                  | Ávila                         |
| Teleno                                 | Montes de Leão                                                                       | 2188         |                  | Leão                          |
| Montigüero                             | Cordilheira Cantábrica                                                               | 2188         |                  | Leão                          |
| Monte Brañacaballo                     | Cordilheira Cantábrica                                                               | 2182         |                  | Leão e Astúrias               |
| Risco de la Fortaleza                  | Ilhas Canárias (Tenerife)                                                            | 2172         |                  | Santa Cruz de Tenerife        |
| Calar Alto                             | Cordilheira Penibética (Sierra de los Filabres)                                      | 2168         |                  | Almeria                       |
| Mágina                                 | Cordilheira Subbética (Sierra Mágina)                                                | 2164         |                  | Xaém                          |
| Peña Polinosa                          | Cordilheira Cantábrica                                                               | 2160         |                  | Leão                          |
| Pico Zapatero                          | Sistema Central (Sierra de la Paramera)                                              | 2160         | 652              | Ávila                         |
| Pico Huevo de Faro                     | Cordilheira Cantábrica                                                               | 2155         |                  | Leão                          |
| Pico Morronegro                        | Cordilheira Cantábrica                                                               | 2152         |                  | Leão                          |
| Peñón de Polarda                       | Cordilheira Penibética (Sierra Nevada)                                               | 2150         |                  | Almeria                       |
| Montaña Las Lajas                      | Ilhas Canárias (Tenerife)                                                            | 2148         |                  | Santa Cruz de Tenerife        |
| Cebollera                              | Sistema Ibérico                                                                      | 2147         | 114              | La Rioja e Sória              |
| Siete Picos                            | Sistema Central (Sierra de Guadarrama)                                               | 2136         | 278              | Madrid e Segóvia              |
| Cabeza de la Yegua                     | Montes de Leão (Sierra del Teleno)                                                   | 2135         |                  | Leão                          |
| San Millán                             | Sistema Ibérico (Sierra de la Demanda)                                               | 2132         |                  | Burgos                        |
| Peña Cebollera                         | Sistema Central (Sierra de Ayllón)                                                   | 2128         |                  | Guadalaxara, Madrid e Segóvia |
| Pena Trevinca                          | Maciço Galaico-Leonês Montes de Leão (Sierra de la Cabrera)                          | 2127         | 881              | Leão, Ourense e Samora        |
| Cornón                                 | Cordilheira Cantábrica (Sierra del Cordel)                                           | 2125         |                  | Cantábria                     |
| Vizcodillo                             | Montes de Leão (Sierra de la Cabrera)                                                | 2121         |                  | Leão e Samora                 |
| La Najarra                             | Sistema Central (Sierra de Guadarrama)                                               | 2122         | 132              | Madrid                        |
| Catoute                                | Cordilheira Cantábrica                                                               | 2117         |                  | Leão                          |
| Alto de Peña Negra                     | Montes de Leão (Sierra de la Cabrera (Ourense, Leão e Samora)\|Sierra de la Cabrera) | 2116         |                  | Leão e Samora                 |
| Peñas de Faro                          | Cordilheira Cantábrica                                                               | 2112         |                  | Leão                          |
| Las Empanadas                          | Sistema Pré-bético (Sierras de Cazorla e Segura)                                     | 2106         | 394              | Granada e Xaém                |
| Tambarón                               | Cordilheira Cantábrica (Sierra de Gistredo)                                          | 2102         |                  | Leão                          |
| Reajo Alto                             | Sistema Central (Sierra de Guadarrama)                                               | 2102         | 324              | Madrid e Segóvia              |
| Montaña Mostaza                        | Ilhas Canárias (Tenerife)                                                            | 2100         |                  | Santa Cruz de Tenerife        |
| Las Cabras                             | Cordilheira Subbética (Sierra de Alcaraz)                                            | 2084         |                  | Albacete                      |
| Tetica de Bacares                      | Cordilheira Penibética (Sierra de Baza e Filabres)                                   | 2083         |                  | Almería                       |
| Nevadín                                | Cordilheira Cantábrica                                                               | 2082         |                  | Leão                          |
| Ayosa                                  | Ilhas Canárias (Tenerife)                                                            | 2078         |                  | Santa Cruz de Tenerife        |
| La Maroma                              | Cordilheira Penibética (Sierra de Tejeda)                                            | 2068         |                  | Málaga                        |
| Pico de Guara                          | Pirenéus (Sierra de Guara)                                                           | 2066         |                  | Huesca                        |
| Montaña de la Crucita                  | Ilhas Canárias (Tenerife)                                                            | 2057         |                  | Santa Cruz de Tenerife        |
| Pico Ocejón                            | Sistema Central (Sierra del Ocejón)                                                  | 2049         | 540              | Guadalaxara                   |
| Cerro Poyo                             | Cordilheira Subbética                                                                | 2045         |                  | Almeria                       |
| El Taga                                | Pirenéus (Sierra de Conivella)                                                       | 2035         |                  | Girona                        |
| Peñarroya                              | Sistema Ibérico (Sierra de Gúdar)                                                    | 2028         | 1013             | Teruel                        |
| Peña Requejines                        | Cordilheira Cantábrica                                                               | 2026         |                  | Leão                          |
| Cabañas                                | Sistema Pré-bético (Sierra del Pozo)                                                 | 2026         |                  | Xaém                          |
| Picu el Chagunón                       | Cordilheira Cantábrica                                                               | 2025         |                  | Leão                          |
| Pico Cho Marcial                       | Ilhas Canárias (Tenerife)                                                            | 2023         |                  | Santa Cruz de Tenerife        |
| Torozo                                 | Sistema Central (Sierra de Gredos)                                                   | 2022         |                  | Ávila                         |
| Peña la Rapaína                        | Cordilheira Cantábrica                                                               | 2020         |                  | Leão e Astúrias               |
| Javalambre                             | Sistema Ibérico (Sierra de Javalambre)                                               | 2020         | 796              | Teruel                        |
| Los Obispos                            | Sistema Pré-bético (Macizo de Revolcadores)                                          | 2015         |                  | Murcia                        |
| Pinajarro                              | Sistema Central (Sierra de Gredos)                                                   | 2012         |                  | Cáceres                       |
| Pico Pandián                           | Cordilheira Cantábrica, (Montaña de Riaño), Sierra de Hormas                         | 2009         | 484              | Leão                          |
| Peña Vendimia                          | Cordilheira Cantábrica                                                               | 2009         |                  | Leão                          |
| Pico Polvoreda ou Pico Correcillas     | Cordilheira Cantábrica                                                               | 2007         |                  | Leão                          |
| Peña del Viento                        | Cordilheira Cantábrica                                                               | 2000         |                  | Leão e Astúrias               |
| Revolcadores                           | Sistema Pré-bético (Macizo de Revolcadores)                                          | 1999         |                  | Murcia                        |
| Las Banderillas                        | Sistema Pré-bético (Sierra de Segura)                                                | 1993         |                  | Xaém                          |
| Peña Las Pintas                        | Cordilheira Cantábrica (Montaña de Riaño)                                            | 1985         | 668              | Leão                          |
| Montaña Joco                           | Ilhas Canárias (Tenerife)                                                            | 1965         |                  | Santa Cruz de Tenerife        |
| Pico Yordas                            | Cordilheira Cantábrica, (Montaña de Riaño)                                           | 1967         | 591              | Leão                          |
| Pico Sáncenas                          | Cordilheira Cantábrica                                                               | 1962         |                  | Leão                          |
| Morro de la Agujereada                 | Ilhas Canárias (Gran Canaria)                                                        | 1949         | 1949             | Las Palmas                    |
| Montaña Samara                         | Ilhas Canárias (Tenerife)                                                            | 1939         |                  | Santa Cruz de Tenerife        |
| Pico Caimodorro                        | Sistema Ibérico (Montes Universales)                                                 | 1935         |                  | Teruel                        |
| Pico Mustallar                         | Cordilheira Cantábrica                                                               | 1935         |                  | Leão                          |
| Mencilla                               | Sistema Ibérico (Sierra de Mencilla)                                                 | 1932         |                  | Burgos                        |
| Peña Valdorria                         | Cordilheira Cantábrica                                                               | 1924         |                  | Leão                          |
| Roque Redondo                          | Ilhas Canárias (Gran Canaria)                                                        | 1920         |                  | Las Palmas                    |
| Torrecilla                             | Cordilheira Penibética (Sierra de las Nieves)                                        | 1919         | 1472             | Málaga                        |
| Cueva Valiente                         | Sistema Central (Sierra de Guadarrama)                                               | 1903         | 392              | Segóvia                       |
| Peña Filera                            | Cordilheira Cantábrica                                                               | 1873         |                  | Leão                          |
| Peña la Viesca                         | Cordilheira Cantábrica                                                               | 1867         |                  | Leão                          |
| Alto Rey                               | Sistema Central (Sierra de Alto Rey)                                                 | 1848         | 480              | Guadalaxara                   |
| Cerro Calderón ou Alto de las Barracas | Sistema Iberico (Sierra de Javalambre)                                               | 1838         |                  | Valência                      |
| Mondalindo                             | Sistema Central (Sierra de Guadarrama)                                               | 1833         | 351              | Madrid                        |
| Roque Nublo                            | Ilhas Canárias (Gran Canaria)                                                        | 1813         |                  | Las Palmas                    |
| Peñagolosa                             | Sistema Ibérico (Macizo de Peñagolosa)                                               | 1813         |                  | Castelló                      |
| El Yelmo                               | Cordilheira Subbética (Sierra de Segura)                                             | 1809         |                  | Xaém                          |
| Cabeza de Manzaneda                    | Macizo Galaico (Serra de Queixa)                                                     | 1781         |                  | Ourense                       |
| Alto Cabrera                           | Sistema Ibérico (Sierra de Javalambre)                                               | 1761         |                  | Valência                      |
| Montaña Chirigel                       | Ilhas Canárias (Tenerife)                                                            | 1745         |                  | Santa Cruz de Tenerife        |
| Cerro de Gorría                        | Sistema Central (Sierra de Ávila)                                                    | 1723         | 326              | Ávila                         |
| Peña de Francia                        | Cordilheira Central (Sierra de Francia)                                              | 1723         |                  | Salamanca                     |
| Castro Valnera                         | Cordilheira Cantábrica (Sierra de Valnera)                                           | 1718         | 866              | Burgos e Cantábria            |
| Pico Padrón                            | Sierra de Alcaraz                                                                    | 1711         |                  | Albacete                      |
| Turó de l'Home                         | Cordilheiras Costero Catalãs (Montseny)                                              | 1706         | 1121             | Barcelona                     |
| Seixo                                  | Macizo Galaico (Serra da Queixa)                                                     | 1706         |                  | Ourense                       |
| Matagalls                              | Cordilheiras Costero Catalanas                                                       | 1694         |                  | Barcelona                     |
| Pico Gilbo                             | Cordilheira Cantábrica, (Montaña de Riaño)                                           | 1679         | 488              | Leão                          |
| Torreón                                | Cordilheira Penibética (Sierra de Grazalema)                                         | 1654         |                  | Cádis                         |
| Alto de la Hambrienta                  | Sistema Ibérico (Sierra de Gúdar)                                                    | 1632         |                  | Castelló                      |
| San Mamede                             | Macizo Galaico                                                                       | 1618         | 294              | Ourense                       |
| Agrillar                               | Sistema Ibérico (Sierra del Toro)                                                    | 1616         |                  | Castelló                      |
| Pía Paxaro                             | Macizo Galaico (Serra do Courel)                                                     | 1601         |                  | Lugo                          |
| Pusilibro                              | Pirenéus (Sierra de Loarre)                                                          | 1597         |                  | Huesca                        |
| Las Villuercas                         | Montes de Toledo                                                                     | 1595         | 956              | Cáceres                       |
| Salada                                 | Sistema Ibérico (Sierra del Toro)                                                    | 1586         | 119              | Castelló                      |
| Espuña                                 | Cordilheira Bética (Sierra Espuña)                                                   | 1583         | 843              | Murcia                        |
| El Cerrajón de Murtas                  | Cordilheira Penibética (Sierra de la Contraviesa)                                    | 1577         |                  | Granada                       |
| La Tiñosa                              | Cordilheira Subbética (La Tiñosa)                                                    | 1570         |                  | Priego de Córdoba             |
| Chinyero                               | Ilhas Canárias (Tenerife)                                                            | 1560         |                  | Santa Cruz de Tenerife        |
| Aitana                                 | Sistema Pré-bético (Sierra de Aitana)                                                | 1558         |                  | Alicante                      |
| Cruz de los Tres Reinos                | Sistema Ibérico (Sierra de Albarracín)                                               | 1555         |                  | Valência, Teruel e Cuenca     |
| Aitxuri                                | Montes Bascos                                                                        | 1551         | 943              | Guipúscoa                     |
| Aizkorri                               | Montes Bascos                                                                        | 1528         |                  | Guipúscoa                     |
| Gratal                                 | Pirenéus (Sierra de Gratal)                                                          | 1542         |                  | Huesca                        |
| Cabeza Gorda                           | Sistema Central (Serranía de Vallejera)                                              | 1523         |                  | Salamanca                     |
| Malpaso                                | Ilhas Canárias (El Hierro)                                                           | 1500         | 1500             | Santa Cruz de Tenerife        |
| Jálama                                 | Sistema Central (Sierra de Gata)                                                     | 1492         | 601              | Cáceres e Salamanca           |
| Garajonay                              | Ilhas Canárias (La Gomera)                                                           | 1487         | 1487             | Santa Cruz de Tenerife        |
| Monte Gorbea                           | Montes Bascos                                                                        | 1482         |                  | Álava e Biscaia               |
| Los Reales                             | Sierra Bermeja                                                                       | 1449         |                  | Málaga                        |
| Rocigalgo                              | Montes de Toledo                                                                     | 1448         |                  | Toledo                        |
| Mont Caro                              | Puertos de Tortosa-Beceite                                                           | 1447         |                  | Província de Tarragona        |
| Pico Jano                              | Montes Cántabros                                                                     | 1446         | 350              | Cantábria                     |
| Puig Major                             | Serra Tramontana (Maiorca)                                                           | 1445         | 1445             | Ilhas Baleares                |
| Pico Humión                            | Montes Obarenes                                                                      | 1435         | 715              | Burgos                        |
| Pico Ranera                            | Sierra de Mira                                                                       | 1430         |                  | Cuenca                        |
| Corral de Cantos                       | Montes de Toledo                                                                     | 1419         |                  | Toledo                        |
| Puig Campana                           | Sistema Pré-bético                                                                   | 1410         | 517              | Alicante                      |
| Montcabrer                             | Sistema Pré-bético (Sierra de Mariola)                                               | 1389         |                  | Alicante                      |
| Pico Colativí                          | Cordilheira Penibética (Sierra Alhamilla)                                            | 1387         |                  | Almeria                       |
| Plà de la Casa                         | Sistema Pré-bético (La Serrella)                                                     | 1379         |                  | Alicante                      |
| Pico de Cruces                         | Sistema Central (Sierra de San Vicente (Sistema Central))                            | 1373         | 592              | Toledo                        |
| Menejador                              | Sistema Pré-bético (Carrascal de la Font Roja)                                       | 1352         |                  | Alicante                      |
| Puig de Massanella                     | Maiorca                                                                              | 1348         |                  | Ilhas Baleares                |
| Silla del Cid                          | Sistema Pré-bético (Sierra del Cid)                                                  | 1324         |                  | Alicante                      |
| Bañuela                                | Sierra Morena (Sierra Madrona)                                                       | 1322         |                  | Cidade Real                   |
| Corral de Borros                       | Sierra Morena (Sierra Madrona)                                                       | 1312         |                  | Cidade Real                   |
| Peña Mira                              | Cordilheira Cantábrica (Sierra de la Culebra)                                        | 1241         |                  | Samora                        |
| Sant Jeroni                            | Macizo de Montserrat (Montserrat)                                                    | 1236         |                  | Barcelona                     |
| El Maigmó                              | Sistema Pré-bético (Sierra del Maigmó)                                               | 1236         |                  | Alicante                      |
| Cabezón de Oro                         | Sistema Pré-bético (Sierra del Cabezón de Oro)                                       | 1210         |                  | Alicante                      |
| El Cid                                 | Sistema Pré-bético (Sierra del Cid)                                                  | 1204         |                  | Alicante                      |
| Alto del Carrascal                     | Sistema Pré-bético (Sierra de Aitana)                                                | 1208         |                  | Alicante                      |
| El Terril                              | Sierras Subbéticas                                                                   | 1132         |                  | Sevilha                       |
| Sierra de Bernia                       | Cordilheiras Béticas                                                                 | 1129         |                  | Alicante                      |
| El Peñón de Algámitas                  | Sierras Subbéticas                                                                   | 1128         |                  | Sevilha                       |
| Caroche                                | Macizo del Caroig                                                                    | 1126         |                  | Valência                      |
| Es Teix                                | Maiorca                                                                              | 1064         |                  | Ilhas Baleares                |
| El Montcau                             | Cordilheiras Costero Catalanas (Serralada Prelitoral)                                | 1056         |                  | Barcelona                     |
| Valdelatorre                           | Sistema Ibérico (sierra embidana)                                                    | 1030         |                  | Saragoça                      |
| Puig des Galatzó                       | Maiorca                                                                              | 1027         |                  | Ilhas Baleares                |
| La Safor                               | Comunidade Valênciana (Safor)                                                        | 1008         |                  | Valência                      |
| Jandía                                 | Ilhas Canárias (Fuerteventura)                                                       | 807          | 807              | Las Palmas                    |
| Calamorro                              | Cordilheiras Béticas (Sierra de Mijas)                                               | 771          |                  | Málaga                        |
| Peñas del Chache                       | Ilhas Canárias (Lanzarote)                                                           | 670          | 670              | Las Palmas                    |
| Puig d'Agulles                         | Cordilheiras Costero Catalanas (Serralada de l'Ordal)                                | 653          |                  | Barcelona                     |
| Sa Talaia                              | Ibiza                                                                                | 475          | 475              | Ilhas Baleares                |
| Montaña de Guaza                       | Ilhas Canárias (Arona, Tenerife)                                                     | 428          | 725,7            | Ilhas Canárias                |
| Monte Gibalbín                         | Cordilheira Subbética (Sierra Gibalbín)                                              | 410          | 410              | Sevilha                       |
| Monte Toro                             | Menorca                                                                              | 358          | 358              | Ilhas Baleares                |